# Motí de l'Hespèria
El Motí de l'Hespèria fou una plantada dels jugadors del Barça de la temporada 1987-1988 cap a la directiva del club i, en particular, contra el President Núñez.
El 28 d'abril del 1988, 23 jugadors de la plantilla (tots menys Bernd Schuster, Gary Lineker i López López) i l'entrenador, Luis Aragonés, van signar a l'Hotel Hespèria de Barcelona una nota que sol·licitava la dimissió del president, Josep Lluís Núñez. En el rerefons de la protesta hi havia un conflicte entre els jugadors i el club pel cobrament dels drets d'imatge. Aquesta postura va ser el punt culminant d'una temporada amb continus conflictes.
La reacció de la directiva va ser immediata i la temporada següent renovà completament l'equip i fitxà com a nou entrenador el neerlandès Johan Cruyff.